# Federazione sindacale mondiale
La Federazione sindacale mondiale (in inglese World Federation of Trade Unions, WFTU), è un'unione sindacale internazionale nata a Parigi il 3 ottobre 1945 in sostituzione della Federazione sindacale internazionale.

## Storia
Alla conferenza fondativa di Parigi presero parte i rappresentanti di 67 milioni di iscritti provenienti da 56 Paesi diversi. Il suo scopo era di unire tutti i sindacati del mondo sotto un'unica organizzazione sulla falsariga di quanto stava accadendo per l'ONU.
Nel 1949, a seguito dei contrasti sorti in seguito alle dispute sul piano Marshall e più in generale nel clima iniziale da guerra fredda, molte organizzazioni sindacali di stampo occidentale lasciarono l'organizzazione per fondare la Confederazione Internazionale dei Sindacati Liberi. La WFTU venne così a configurarsi come un'organizzazione a forte stampo comunista rientrante nell'orbita d'influenza dell'URSS. In seguito anche le organizzazioni di Jugoslavia e Cina lasciarono la WFTU quando sorsero differenze ideologiche fra i loro governi e l'URSS.
Attualmente la WFTU è composta da oltre 97 milioni di lavoratori da 130 Paesi diversi.

## Struttura

### Segretari generali
- 1945: Louis Saillant
- 1969: Pierre Gensous
- 1978: Enrique Pastorino
- 1982: Ibrahim Zakaria
- 1990: Aleksandr Žarikov
- 2005: George Mavrikos
- 2022: Pambis Kyritsis

### Presidenti
- 1945: Walter Citrine
- 1946: Arthur Deakin
- 1949: Giuseppe Di Vittorio
- 1959: Agostino Novella
- 1961: Renato Bitossi
- 1969: Enrique Pastorino
- 1975: Sándor Gáspár
- 1989: Indrajit Gupta
- 1990: Ibrahim Zakaria
- 1994: Antonio Neto
- 2000: K. L. Mahendra
- 2005: Shaban Assouz
- 2016: Mzwandile Makwayiba

## Congressi
- I Parigi, dal 3 all'8 ottobre 1945
- II Milano, dal 29 giugno al 9 luglio 1949
- III Vienna, dal 10 al 21 ottobre 1953
- IV Lipsia, dal 4 al 15 ottobre 1957
- V Mosca, dal 4 al 15 dicembre 1961
- VI Varsavia, dall'8 al 22 ottobre 1965
- VII Budapest, dal 17 al 31 ottobre 1969
- VIII Varna (Bulgaria), dal 15 al 22 ottobre 1973
- IX Praga, dal 16 al 23 aprile 1978
- X L'Avana, dal 10 al 15 febbraio 1982
- XI Berlino, 1986
- XII Mosca, dal 13 al 19 novembre 1990
- XIII Damasco, 1994
- XIV Nuova Delhi, dal 25 al 28 marzo 2000
- XV L'Avana, dicembre 2005
- XVI Atene, dal 6 al 9 aprile 2011
- XVII Durban, dal 5 al 8 ottobre 2016
- XVIII Roma, dal 6 al 8 maggio 2022